# Tebjudningen i Boston
Tebjudningen i Boston (engelska: Boston Tea Party) kallas den händelse som inträffade den 16 december 1773 då amerikanska patrioter förstörde en stor telast tillhörande Brittiska Ostindiska Kompaniet. Det är den händelse som anses ha varit den utlösande faktorn för den amerikanska revolutionen.

## Förlopp

### Bakgrund
Tebjudningen var från början en protest mot skatten på te. Övriga tullar hade upphävts efter protester från de Tretton kolonierna, men britterna behöll tullen på te, detta mest för att visa vilka som bestämde. De amerikanska kolonisterna betraktade denna tull som olaglig eftersom de inte hade fått vara med och bestämma detta.

### Aktionen
Aktionen organiserades av Samuel Adams. Torsdagsnatten den 16 december 1773 vräkte Adams och en grupp på 50 uppretade Bostonbor, bland dem Paul Revere (de så kallade "Sons of Liberty") lasten av te från tre brittiska fartyg som låg i Bostons hamn, ner i havet. Enligt legenden var de utklädda till mohawkindianer, men detta gällde i verkligheten bara ett fåtal personer. Det var sammanlagt 342 lådor med te, till ett värde av 18 000 pund.

### Konsekvenserna
Aktionen resulterade i att den brittiska regeringen svarade med att stänga hamnen i Boston på 16 år (Boston Port Act) och stifta nya lagar som kom att kallas Intolerable Acts. Dessa lagar ledde senare till de protester som blev början av den amerikanska revolutionen.

## I kulturen
Filmen Johnny rebell(en) från 1957 (originaltitel: "Johnny Tremain") handlar om en ung man som bidrar till upproret.